# اینوود (آیووا)
اینوود (به انگلیسی: Inwood) شهری در ایالت آیووا کشور ایالات متحده آمریکا است که جمعیت آن در سرشماری سال ۲۰۱۰ میلادی، ۸۱۴ نفر بوده‌است.